# Saint-Jean-sur-Erve
Saint-Jean-sur-Erve ist eine Ortschaft und eine Commune déléguée in der französischen Gemeinde Blandouet-Saint Jean mit 374 Einwohnern (Stand 1. Januar 2022) im Département Mayenne in der Region Pays de la Loire.

## Geografie
Saint-Jean-sur-Erve liegt am Fluss Erve und der Route nationale 157 (RN 157) von Laval nach Blois. Zwischen 1900 und 1938 gab es eine Bahnlinie, die Laval mit Saint-Jean-sur-Erve verband und als Umsteigepunkt nach Le Mans diente. Seit 1979 führt die RN 157 als Autobahn  81 hier entlang.
Die Nachbargemeinden waren:
| Saint-Léger    | Chammes                                     | Sainte-Suzanne      |
| Vaiges         | Kompassrose, die auf Nachbargemeinden zeigt | Blandouet           |
| Chémeré-le-Roi | Saint-Pierre-sur-Erve                       | Thorigné-en-Charnie |

## Geschichte
In der Zeit des Ancien Régime unterstand die Gemeinde dem Erzdiakon von Sablé und dem Dekan von Brûlon. 1790 wurde die Gemeinde dem Kanton Vaiges zugeordnet und nach dessen Auflösung zum Kanton Sainte-Suzanne. Im Jahr 1840 kamen mehrere kleine Ortsteile hinzu, die zuvor zu Thorigné-en-Charnie gehörten, während Grand-Châtelet und les Bruyères abgegeben wurden. Im Jahr 1696 verfügte die Gemeinde über 173 Herdfeuer/Wohnhäuser, 1777 wohnten etwa 600 Personen in der Gemeinde. Im Jahr 1801 waren es 884 Einwohner und die Zahl stieg bis 1846 auf 1.239 an. Anschließend ging die Zahl der Einwohner stetig zurück, so dass sie im Jahr 1999 bei 420 lag und danach auf 492 im Jahr 2009 leicht anstieg.
Am 1. Januar 2017 wurde die Gemeinde Saint-Jean-sur-Erve mit Blandouet zur Commune nouvelle Blandouet-Saint Jean zusammengeschlossen.
Gemeindepartnerschaft
- seit 1967 über den ehemaligen Wahlkreis (Kanton) Sainte-Suzanne mit Sulzheim in Rheinhessen.

## Kriegsereignisse
Im Deutsch-Französischen Krieg von 1870 bis 1871 fand hier am 15. Januar 1871 eine Schlacht zwischen dem 16. Korps der französischen 2. Armee der Loire unter Vize-Admiral Jean Bernard Jauréguiberry und den preußischen Truppen statt. General von Schmidt kommandierte das Herzoglich Braunschweigische Füsilier-(Leib-)Bataillon indessen nach Sainte-Suzanne ab, um diesen Ort einzunehmen.
Am 24. Oktober 1897 wurde hier ein Denkmal des Architekten Georget eingeweiht, das an das Gefecht bei Saint-Jean-sur-Erve erinnern soll. Es ist den Soldaten gewidmet, die sich den feindlichen Truppen widersetzt hatten. Rund 6000 französische Soldaten hatten im Bereich der Ortschaft eine Verteidigungsfront gebildet und so den Vormarsch der feindlichen Armee verzögert.
Zudem existieren auf dem Top Gemeindefriedhof zwei Gemeinschaftsgräber, in denen die Leichen von 18 französischen neben 10 deutschen Soldaten beerdigt wurden, die bei den Kämpfen am 15. Januar 1871 im Kampf um die Stadt gefallen waren. Der Obelisk ist mit Skulpturen von M. Chaumont verziert und erhielt im Jahr 1920 zusätzlich auf dem Sockel eine Tafel, auf der die Namen der 44 Einwohner der Stadt eingraviert sind, die im Ersten Weltkrieg für Frankreich ihr Leben verloren. Die ehrenvolle Einweihung fand am 18. Juli 1920 statt. Der Obelisk hat eine Höhe von rund 4 m  und hat einen pyramidenförmigen Sockel als Basis.

## Kapelle
Die Chapelle de Perrine Dugué wurde im Jahr 1797 in der Nähe der Stelle errichtet, wo der junge republikanische Bauer Perrine Dugué ermordet wurde. Er war im Jahr 1777 in Thorigné-en-Charnie geboren worden und am 22. März 1796 in Saint-Jean-sur-Erve von drei Chouans erschlagen worden. Er wurde unter anderem als der „Sainte tricolore“, der „Sainte républicaine“, als „La Sainte bleue“ oder „La Sainte aux ailes tricolores“ als eine Art Heiliger verehrt. Der Kapelle wurde schon kurz nach seinem Tode heilende Kräfte zugeschrieben. Die Kapelle liegt etwas westlich an der Straße nach Sainte-Suzanne. Sie ist aus Kalksandstein gefertigt und besteht lediglich aus einem rechteckigen Raum mit einem Schiefer gedeckten Dach. Der Haupteingang befindet sich am westlichen Giebel. Zudem gibt es eine seitliche Tür in der Südwand und zwei halbrunde Fenster, um den Altar zu beleuchten.

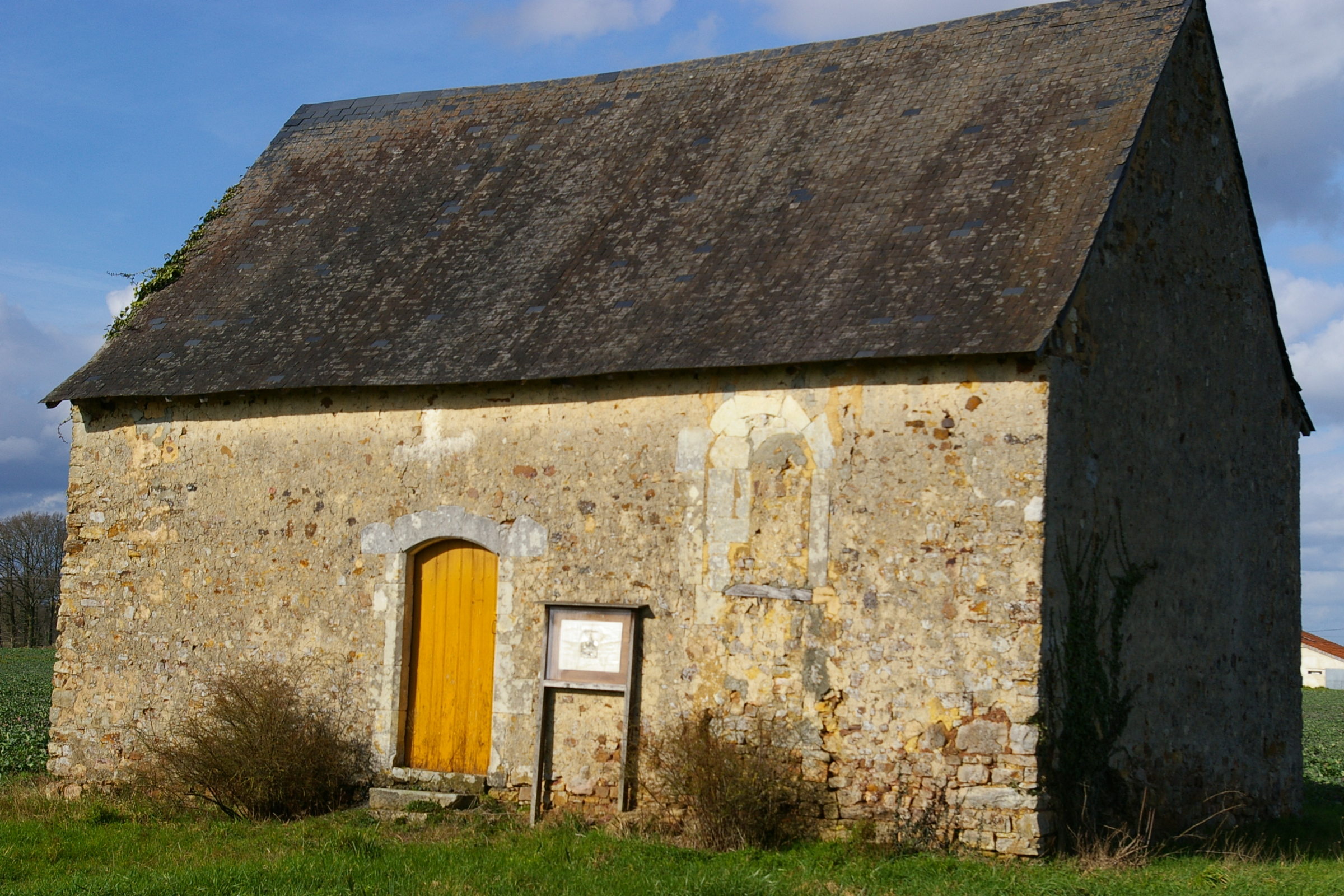
Kapelle Perrine Dugué
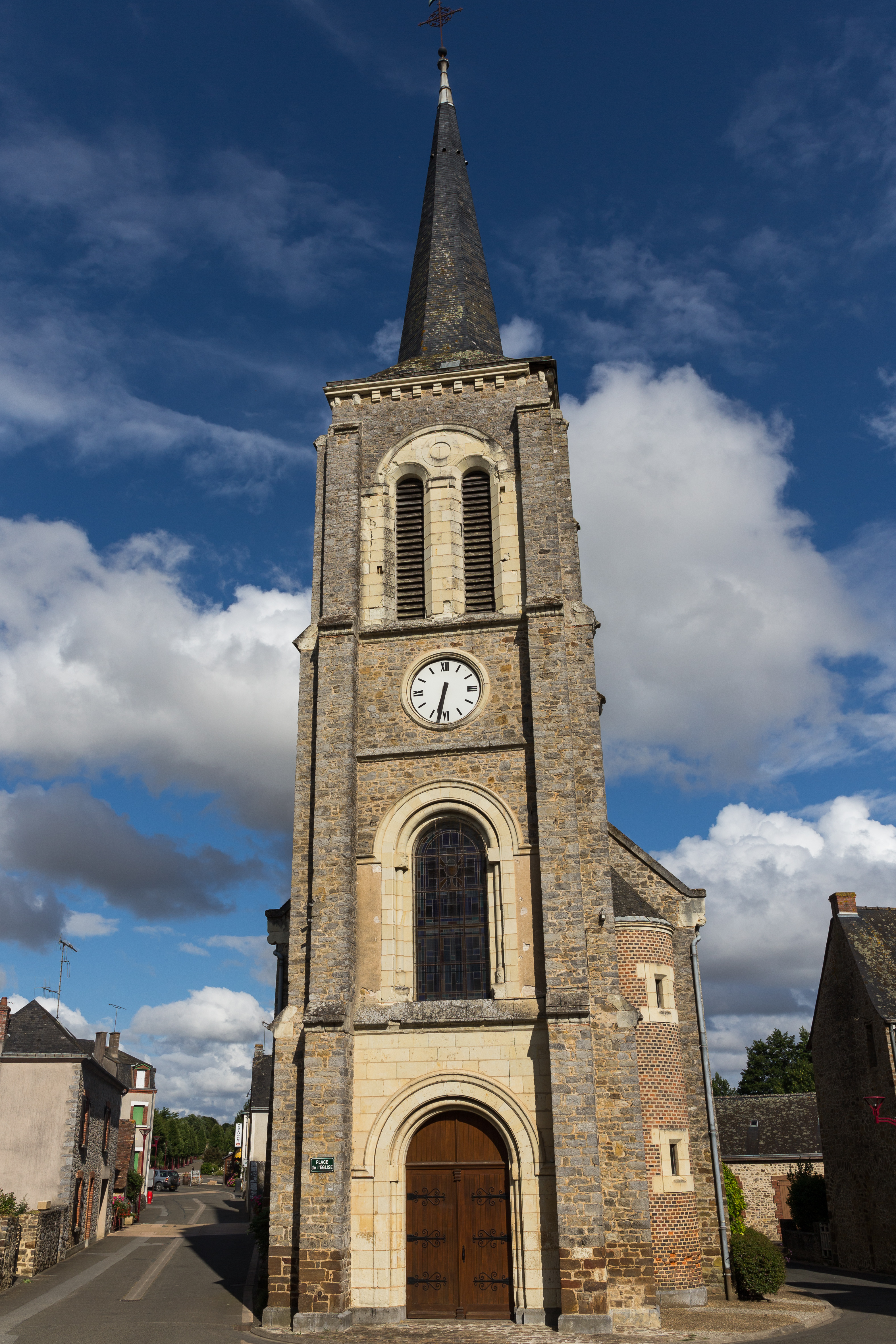
Kirche Saint-Jean-Baptiste